# Jozef Vengloš
Jozef Vengloš (ur. 18 lutego 1936 w Rużomberku, zm. 26 stycznia 2021) – słowacki trener piłkarski. Ma tytuł doktora wychowania fizycznego oraz specjalizację w psychologii. Został wybrany przez FIFA do wygłaszania wykładów dla trenerów z całego świata.

## Kariera piłkarska
Vengloš grał na pozycji pomocnika w barwach Slovana Bratysława w latach 1945–1966, gdzie był kapitanem zespołu. Występował także w reprezentacji Czechosłowacji B. Jego kariera piłkarska zakończyła się przedwcześnie z powodu wirusowego zapalenia wątroby.

## Kariera trenerska
Swoją karierę trenerską rozpoczął już po zakończeniu gry w Bratysławie prowadząc dwa australijskie kluby oraz reprezentację tego kraju. W 1969 roku szkoleniowiec powrócił do Czechosłowacji i trenował klub VSS Košice oraz reprezentację U-23.
W 1973 Vengloš został trenerem Slovana Bratysława. Podczas trzech lat w klubie jego drużyna dwa razy zdobyła mistrzostwo. W latach 1973–1978 był asystentem trenera Czechosłowacji. Jako pomocnik Václava Ježeka przyczynił się do zwycięstwa drużyny w Mistrzostwach Europy w 1976, która pokonała w finale reprezentację Niemiec 5-3 (w karnych).
Jako trener Czechosłowacji w latach 1978–1982, Vengloš wywalczył 3. miejsce na Mistrzostwach Europy 1980. Jego drużyna wygrała po dramatycznym meczu z reprezentacją Włoch dopiero w rzutach karnych, mecz zakończył się wynikiem 9-8. Pod jego wodzą drużyna grała także na Mundialu w 1982, ale odpadła w fazie grupowej. Po słabym występie na mistrzostwach rozpoczął trenować portugalski Sporting CP, a po sezonie 1983/1984 w Portugalii objął posadę szkoleniowca malezyjskiego Kuala Lumpur FA. W Malezji w tym samym czasie prowadził także reprezentację narodową. W 1988 roku powrócił do Czechosłowacji, gdzie ponownie został trenerem kadry narodowej. Na Mistrzostwach Świata w 1990 jego drużyna doszła do ćwierćfinału, w którym uległa reprezentacji Niemiec.
Następnie Vengloš przeniósł się do angielskiego klubu Aston Villa. Był pierwszym trenerem drużyny w historii, który pochodził spoza Wielkiej Brytanii. Po niecałym sezonie szkoleniowiec zmienił klub na turecki Fenerbahçe SK. Trenował go w latach 1991–1993. Następnie przeniósł się do Słowacji, gdzie po rozpadzie Czechosłowacji utworzyła się reprezentacja narodowa, której został pierwszym trenerem. Po dwóch latach, w 1995, został trenerem drużyny narodowej Omanu.
Już 17 lipca 1998 został szkoleniowcem szkockiego Celticu. W sezonie 1998/99 drużyna była w bardzo dobrej formie, ale nie udało się jej przejść eliminacji Ligi Mistrzów oraz straciła mistrzostwo ligi i puchar na rzecz drużyny Rangers. Prowadząc drużynę pozyskał m.in. swojego byłego podopiecznego z reprezentacji Czechosłowacji Ľubomíra Moravčíka. Po kilku latach przerwy, w 2002 roku objął posadę trenera w japońskim JEF United Ichihara.
Reprezentacje narodowe pod wodzą Vengloša
| Lata      | Reprezentacja             |
| --------- | ------------------------- |
| 1967–1969 | Australia                 |
| 1970–1972 | Czechosłowacja U-23       |
| 1973–1978 | Czechosłowacja (asystent) |
| 1978–1982 | Czechosłowacja            |
| 1986–1987 | Malezja                   |
| 1988–1990 | Czechosłowacja            |
| 1993–1995 | Słowacja                  |
| 1995–1997 | Oman                      |

## Nagrody
- W 2000 roku otrzymał Krištáľové krídlo[2]